# Arquitetura em A Viagem de Chihiro
A Arquitetura em A Viagem de Chihiro é marcada por diversos elementos arquitetônicos como a vila, que tem um uso comercial pelos personagens da animação, a ponte principal, e o balneário onde Chihiro começa a trabalhar. Estes elementos são parcialmente inspirados em lugares existentes no Japão e também na arquitetura europeia.
O que difere os cenários de A Viagem de Chihiro de qualquer outra ambientação desenvolvida por Hayao Miyazaki é a ênfase na humanidade dos moradores de suas cidades e nas comunidades que eles formam, que os diferenciam de muitos planejadores urbanos reais. Miyazaki idealiza cenários com ambientes planejados e com uma gama de detalhes que une a fantasia de suas histórias com locais reais. Dessa maneira, ele cria uma imersão quase pessoal entre a obra e o espectador.
Asher Isbrucker, ilustrador do filme, no vídeo The Immersive Realism of Studio Ghibli, ressaltou que a função do animador é fabricar uma mentira que pareça tão real que os espectadores pensarão que o mundo retratado pode existir. Miyazaki possui um extenso estoque de imagens e pinturas de paisagens colecionadas através de suas viagens que utiliza na criação de cenários para seus filmes, com diversas imagens do cotidiano que retrata nas animações.
Segundo estudos, como o de Ana Flávia Rocha, Miyazaki sempre teve vontade de fazer um filme ambientado em uma casa de banhos, como A Viagem de Chihiro, pois era algo que idealizava desde sua infância. Ao comentar a criação de A viagem de Chihiro, Hayao afirma que, ao construir o cenário, pensou no filme como descendente direto do folclore japonês, inspirando-se em Suzume no Oyado (Casa do Pardal) ou Nezumi no Goten (Palácio do Rato).

## Cenário
O cenário do começo do filme, no passeio de carro de Chihiro com seus pais, se encontra em uma montanha contornada por estradas e residências posicionadas no topo. As casas de sua vizinhança são construções em estilo contemporâneo, da época colonial e neocolonial americana.
O bairro japonês representado na animação reflete a globalização sofrida pelo país, a qual Miyazaki sempre faz questão de criticar em suas narrativas. De qualquer forma, observa-se também resquícios de elementos tradicionais japoneses nas casas, como o uso abundante de madeira.Além disso, nota-se o uso do telhado irimoya-zukuri, cobertura que apresenta cume e frontões de empena na parte superior e telhados de quatro águas nos quatro lados da parte inferior.
As técnicas arquitetônicas modernas foram introduzidas no Japão a partir do começo da Restauração Meiji em 1868. As primeiras construções resultantes combinavam elementos tradicionais japoneses de construção com madeira aos designs ocidentais. A arquitetura japonesa tradicional passou por uma reavaliação quando arquitetos como Frank Lloyd Wright e Bruno Taut foram trabalhar no Japão após a I Guerra Mundial.
No filme, existem muitas referências à arquitetura tradicional nipônica como a casa de banho e o trem. A Sekizenka Ryokan, por exemplo, uma hospedaria típica japonesa, que contém fontes termais coletivas, é uma das inspirações para o filme, que existe na vida real, e foi utilizada como referência para formular o cenário. Construída em 1691, ainda conserva estruturas tradicionais que lembram os velhos tempos no Japão. É um local no qual viajantes procuram propriedades curativas. Em sua entrada, possui uma ponte vermelha, assim como a casa de banho da personagem Yubaba no filme. Os quartos são cobertos com tatames no solo, tokonomas, fusumas (portas de correr) e shojis, todos elementos muito próximos aos do cenário utilizado no balneário.
Após a família pegar um atalho na estrada, a percepção de um portal torii sem manutenção aparece na cena. Estes portais podem ser considerados uma expressão da divisão entre os reinos profano e sagrado.
Encontram então uma construção antiga com uma torre de relógio, a qual possui representações tradicionais de arquitetura japonesa, como a varanda circundante - engawa -, o telhado teriyane de beiral curvo - que torna as construções mais próximas da natureza -, e a presença da estátua dōsojin. Entretanto, também há nesta cena influências advindas da arquitetura ocidental europeia, como a abóboda de berço e as janelas arqueadas esculpidas. Logo após atravessarem o templo com a torre de relógio, os personagens são presenteados com a paisagem formada por campos, um pequeno rio, e algumas casas aparentemente abandonadas.
Neste sentido, destaca-se a transição de temporalidade entre as construções observadas durante o passeio de carro dos personagens. Nota-se através do estilo da torre do relógio, que esta se trata de uma composição arquitetônica referente a um período anterior ao das residências encontradas pelo caminho percorrido.
Adentrando a cidade, percebe-se a semelhança das casas vistas no caminho com as cidades monzenmachi (門前町), as quais se desenvolveram em torno de um templo ou santuário influente depois que comerciantes e fabricantes se reuniram ali para fazer negócios, em busca dos trabalhadores locais. Na cidadela, aparecem telhados de madeira (itabuki), mas já é possivel reconhecer tecnologias mais avançadas como as coberturas de gyougibuki gawara, constituídas por telhas de cerâmica lisa, semicilíndricas.
As casa machiya aparece representada como um espaço em desuso na cidade, dando lugar às casas de comerciantes tradicionais (dashigeta-zukuri) na rua principal. Está presente também o uso da técnica kanban kenchiku ou "arquitetura de outdoor" em suas fachadas, técnica criada após o Grande Terremoto de Kanto em 1923. Lanternas de papel chouchin ornam toda a área comercial, penduradas sobre a passagem e também em frente às fachadas dos comércios.
Nesse contexto, Miyazaki comenta que fez um cenário tradicional e ao mesmo tempo esotérico:
[...] ao mesmo tempo eu fiz isso porque o design tradicional japonês é uma cornucópia de imagens diferentes e porque o meu povo simplesmente tem esquecido sobre a riqueza e a singularidade do espaço – histórias, conhecimento local, festivais, designs, e tudo desde divindades até magia e feitiçaria.

## Balneário
O Balneário é uma estrutura com vários andares, de área estimada de 33 mil m², sendo que é possível subir e descer os níveis por um elevador vertical movido por uma alavanca.
Construída em um estilo tradicional de balneário japonês, sua ornamentação tende a enfatizar, em vez de ocultar, as estruturas básicas de sua composição. Já a casa de banho do filme é caracterizada por seu esquema de cores de tons de vermelho-alaranjado que trazem um calor aprazível e convidativo, verde e tons semi-escuros de marrom. Segundo Amélie Geeraert para Kokoro Media em Significados tradicionais das cores na cultura japonesa, o vermelho é comumente encontrado no Japão em portões de santuários xintoístas pela influência do estilo arquitetônicos budista no período Heian nipônico nos santuarios Shintō, levando-os a pintar as madeiras normalmente inacabadas com a cor vermelha cinabre pois se acredita que a cor protege contra o mal e o desastre além de aumentar o poder dos espíritos adorados na religião.
O vermelho é uma cor atrativa e poderosa na cultura oriental, que por criar uma sensação de volume, quando vista junta do marrom, traz certa imponência e tradicionalismo à construção. O verde se contrapõe por ser uma cor complementar ao vermelho e serve para amenizar a grandiosidade do vermelho, promover a tranquilidade e induzir o relaxamento, deixando as pessoas calmas, sem ficarem sonolentas ou dispersas, que é a intenção da casa de banhos.
Outro local que foi reconhecido oficialmente pelo diretor na animação é o museu de fontes termais de Dogo Onsen, sua maior contribuição estética para a animação do Balneário são os gabletes no telhado, tradicionalmente utilizado na arquitetura japonesa. Além disso, pode-se ver também os mesmos elementos do Dōgo Onsen, como a cúpula quadrada com vitrais giyaman, o labirinto de corredores, portas de correr, salas de tatami e escadas estreitas e íngremes.

## Térreo
O andar térreo é dedicado a cozinhas e banheiras de uso dos clientes, possui pé-direito elevado e é constituído por elementos arquitetônicos característicos, como as pinturas de parede - goutenjou - que tomam conta do ambiente. Há também uma segunda ponte soribashi que serve de atalho entre as duas laterais da casa de banho. Os corredores possuem xilogravura tradicional de moku hanga na laje. A área que comporta as banheiras populares tem seu espaço dividido tanto por persianas sudare, quanto por, divisórias fixas emolduradas com bambu.
Observa-se um ambiente colorido, onde se destaca o uso de amarelo nas paredes com detalhes pretos, tecidos roxos e acabamentos em vermelho aberto - criando um link com a fachada da construção - sua combinação com o amarelo vivo acrescenta um senso de energia, fazendo com que o ambiente seja descontraído.

## Escritório de Yubaba
O último andar é apresentado escuro e com baixa iluminação devido ao baixo fluxo de movimento. É um espaço suntuoso, decorado com vasos islâmicos de cerâmica mourisca acentuados pela arquitetura elaborada para reforçar o poder aquisitivo de Yubaba, a dona do balneário. Os elementos que mais chamam a atenção com iluminação direta são duas portas grandiosas vermelhas em arco semicircular com pedra angular proveniente do estilo romano, a porta direita, quando aberta, revela o escritório de Yubaba e o quarto de Boh.
O escritório em si não se mostra diferente, faz-se preferência por colunas com capitel coríntio, sendo lotado de tapetes decorados em vermelho, paginação em pedras caras sem economia de detalhes e piso de porcelanato polido em tons de verde próximos ao tom do chá verde matcha muito utilizado na cultura japonesa as paredes com a cor creme marfim, uma delas sendo revestida de livros formando assim sua biblioteca particular.
Vê-se que Yubaba prioriza mobiliários em estilo europeu, principalmente o francês, como a cômoda bombe, que vem do estilo francês, e a famosa poltrona de Luis XV do estilo inglês.
No banheiro, as principais características também são europeias, com uso de arcos e colunas romanas. A banheira bateau vista é assinada por um designer e fabricante francês, Joseph Delafon, popular no período moderno ao qual o filme se refere.
Na área exterior se volta à arquitetura ocidental, destacam-se os pilares com detalhes nemaki - folhas de metal envolvidas na base do pilar de madeira e vigas decoradas pela técnica japonesa de inami chokoku - escultura em madeira. O piso finaliza o ambiente, com o uso de mármore polido xadrez em opus sectile.
Cores como o azul turquesa, vermelho escuro e dourado se encontram nos detalhes em contraste com a frieza transmitida pelo verde que é a cor da fertilidade e do crescimento na cultura tradicional oriental, transparecendo opulência, soberba e ostentação.

## Casa de Zeniba
Percebe-se a diferença cultural entre Yubaba e sua irmã Zeniba. Os telhados costumavam ser kirizuma yane - de duas águas - de palha e de caules de planta até à Idade Média, quando começaram a ser também utilizados o cipreste e o cedro. Se tratam de casa populares em meio rural partir do período Kamakura – do final do século XII ao século XIV – disseminou-se e desenvolveu-se a arquitetura que utiliza o padrão horitatebashira, no qual o piso elevado se apoiava em pilares fincados em cavidades no solo.
É visível ser uma casa de campo devido à presença de um porta para o tradicional sótão que era utilizado para depósito e criação de bichos da seda - e também da escada chiboku kaidan -escada cortada de um único tronco, comum desde o período yayoi.
Seu interior é composto por poucos cômodos, possuindo além da cozinha apenas o nema - quartos de dormir das casas minka e tem a estrutura do seu telhado visível estilo keshou yaneura. As decorações se enquadram em referências orientais, como o kakemono - uma pintura ou caligrafia japonesa feita sobre papel de seda ou tecido em formato vertical, e presa em um apoio flexível, possibilitando ser enrolada para o armazenamento - e as porcelanas imari. As únicas referências ocidentais no espaço são a máquina de tear originada a partir da Revolução Industrial no século XVIII, e a mesa em altura convencional ocidental.
A percepção desses elementos arquitetônicos como apresentados, reafirmaram a intenção de Miyazaki em demonstrar a imposição de cultura sofrida pelo país a partir do capitalismo e processo de globalização. Assim, percebeu-se como a construção espacial e cênica adquiriram centralidade no desenvolvimento narrativo do filme.